# VDI 6020
Die VDI 6020 ist eine Richtlinie der Gesellschaft Technische Gebäudeausrüstung des Verein Deutscher Ingenieure e.V. Die Richtlinie ist in den Sprachen Deutsch und Englisch abgefasst und beschreibt die Mindestanforderungen an Rechenverfahren zur thermischen und energetischen Bewertung von Gebäuden und TGA-Anlagen mittels Simulation. Dabei vereinheitlicht sie die Vielzahl von Randbedingungen und Bewertungskriterien. Anhand von Testbeispielen bietet sie die Möglichkeit einer grundlegenden Überprüfung der eingesetzten Verfahren.
In der Vorbemerkung von dem im Mai 2001 veröffentlichtem Blatt 1 der Richtlinie wird auf den starken Wandel bei der Planung und Ausführung von RLT- und Heizungsanlagen in den beiden letzten Jahrzehnten eingegangen. Hierbei werden der Kostendruck, der Bedarf nach energieeffizienten Anlagen und das Streben nach Komfort in den versorgten Räumen in Beziehung zu den verfügbaren Berechnungsverfahren gesetzt. Im letzten Satz von dem Abschnitt Vorbemerkung wird erklärt, dass die Richtlinie aus zwei Blättern bestehen soll: Blatt 1 Gebäudesimulation und Blatt 2 Anlagensimulation. Blatt 2 ist jedoch nicht veröffentlicht worden. In dem im September 2016 veröffentlichtem Entwurf zu der VDI 6020 wird auf den in dem Blatt 1 eingeführten Begriff der Thermisch-energetische Anlagensimulation (TEA) nicht mehr eingegangen. Vielmehr wird die Definition von der thermisch-energetische Gebäudesimulation (TEG) um die thermische Rückkopplung mit der Anlagentechnik und den Nutzungsvorgaben (Betriebsweise und Regelstrategie) erweitert.

## Gliederung der Richtlinienreihe VDI 6020
| Name           | Titel                                                                                   | Ausgabedatum | Status  |
| -------------- | --------------------------------------------------------------------------------------- | ------------ | ------- |
| VDI 6020 Bl. 1 | Anforderungen an Rechenverfahren zur Gebäude- und Anlagensimulation – Gebäudesimulation | 2001–05      | gültig  |
| VDI 6020       | Anforderungen an Rechenverfahren zur Gebäude- und Anlagensimulation                     | 2016–09      | Entwurf |